# Convenevole da Prato

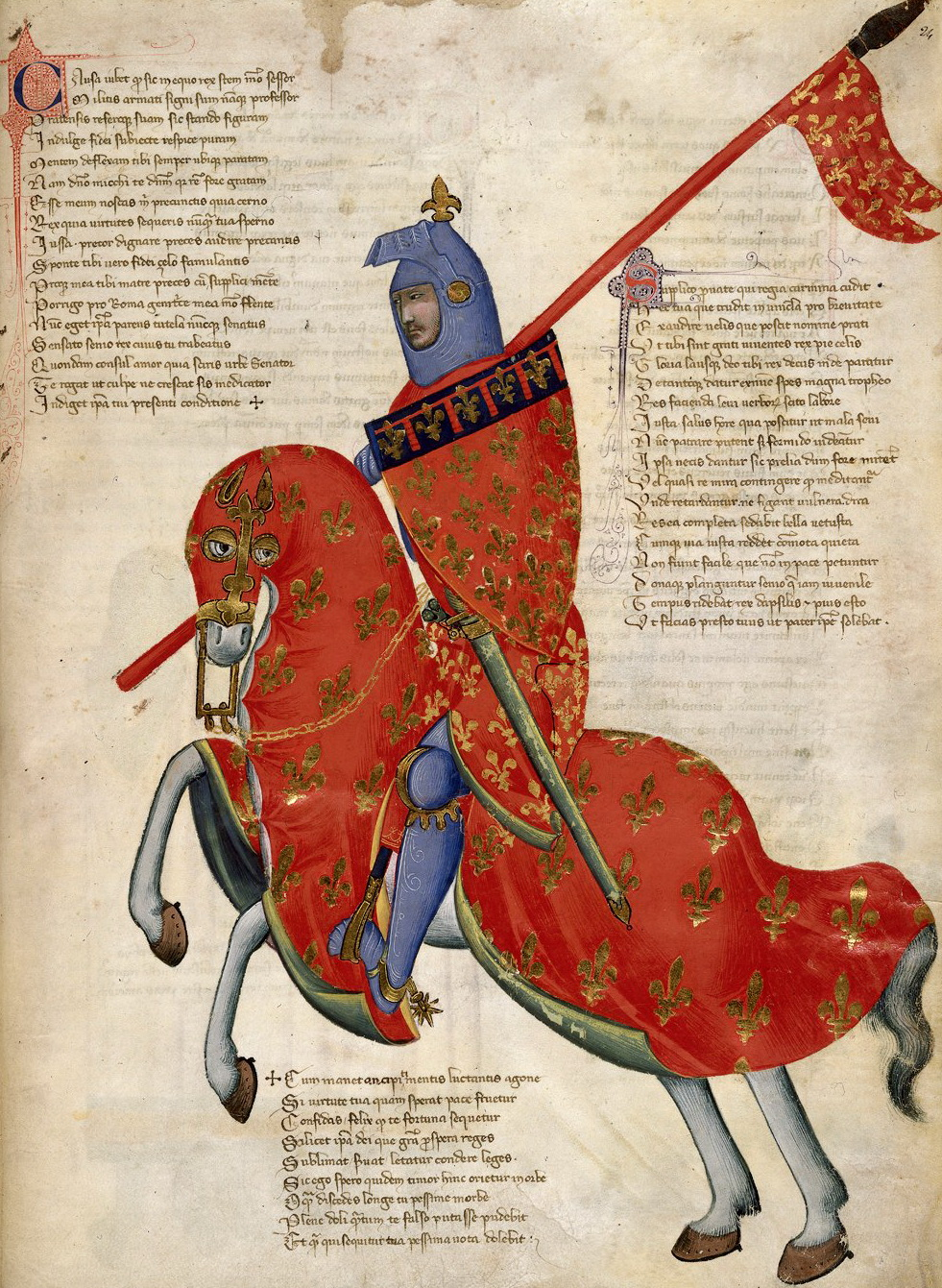
Ein Ritter aus Prato. Miniatur aus den Carmina Regi, 14. Jahrhundert.

Convenevole da Prato (* zwischen 1270 und 1275; † 1338 in Prato (Toskana)) war ein italienischer Notar, Gesandter und Pädagoge.

## Leben
Als Notar und Professor für Logik, Grammatik und Rhetorik gilt Convenevole als erster Lateinlehrer Francesco Petrarcas und dessen Bruders Gherardo. Er unterrichtete beide sowohl in Pisa (1311/12) als auch später in der Provence, wohin ihr Vater, Ser Petracco di Parenzo, seine Söhne zum Jurastudium geschickt hatte.
Petrarca schilderte seinen Lehrer, mit dem ihn eine enge Freundschaft verband, als unruhigen Charakter, der keines seiner literarischen Werke fertigstellte. Umstritten ist die Zuschreibung des Herrscherlobs für Robert von Anjou „Carmina Regia“: eine Sammlung von circa 3700 liturgischen Versen und zahlreichen Illuminationen, die mit „Professor Pratensis“ unterzeichnet sind.
Convenevole war spätestens 1336 erneut in Prato und wurde dort als offizieller Lehrer der Comune geführt.